# Домусновас
Домусновас (итал. Domusnovas) је насеље у Италији у округу Карбонија-Иглесијас, региону Сардинија.
Према процени из 2011. у насељу је живело 6178 становника. Насеље се налази на надморској висини од 148 м.

## Становништво
| 1951. | 1961. | 1971. | 1981. | 1991. | 2001. | 2011. |
| ----- | ----- | ----- | ----- | ----- | ----- | ----- |
| 4.839 | 5.773 | 5.601 | 6.117 | 6.926 | 6.582 | 6.416 |